# إكسوكي (ثيسالونيكي)
إكسوكي (Εξοχή) هي مدينة في ثيسالونيكي في مقاطعة فوريا إلادا في اليونان.
يبلغ عدد سكانها حوالي 1659 نسمة.